# Federální rezervní systém
Federální rezervní systém (neformálně Fed, z anglického The Federal Reserve System ) je centrální bankovní systém Spojených států amerických. Fed je neziskovou společností, která není nikým formálně vlastněna (spíše se jedná o nezávislou státní instituci). Akcie nejsou jako akcie soukromých společností, akcie Fed vlastní 12 neziskových Regionálních federálních rezervních bank, které založila vláda USA. Stát má k Fed přímý přístup skrze volbu vedení společnosti jednou za 14 let, tím je zachována politická nezávislost.

## Složky Fedu

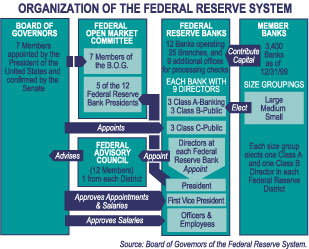
Organizace Fedu

Složky federálního rezervního systému jsou tyto:
1. Rada guvernérů nebo též Výbor guvernérů (Board of Governors) Federálního rezervního systému ve Washingtonu, která má sedm členů, které jmenuje prezident se souhlasem Senátu na funkční období 14 let bez možnosti odvolání. Do roku 1948 se místo guvernérů používalo označení ředitel (director).
2. Federální výbor pro otevřený trh.
3. 12 neziskových Regionálních federálních rezervních bank, které se nacházejí ve velkých městech USA a působí jako fiskální agenti pro americké ministerstvo financí; každá má vlastní správní radu o devíti členech. V 12 neziskových Regionálních federálních rezervních bankách získávají podíl některé soukromé banky (duální bankovní systém), ze zákona povinně (nepřevoditelné akcie) ty banky, které vznikly na federální úrovni. Banky s podílem nemohou nakládat, nejedná se o vlastnictví v pravém slova smyslu, ale o povinné členství, aby Fed mohl vykonávat dozor nad těmito bankami. Soukromé banky nemohou skrze neziskové Regionální federální rezervní banky nijak ovlivňovat centrální banku Fed.
4. Různé poradní sbory.

## Úkoly a pravomoci
Hlavní úlohou Fedu je provádět měnovou politiku. Jeho cíle jsou zejména stabilita měnového kurzu (silný dolar), podpora ekonomického růstu (růst HDP), co nejnižší nezaměstnanost a inflace okolo 2 %. Jako nezávislá instituce má poměrně široké pravomoci, díky čemuž má obrovský podíl na fungování ekonomiky Spojených států. Jedná se například o regulaci hotovosti (Fed zpravidla jednou ročně sdělí ministerstvu financí, kolik nových bankovek a mincí vytisknout a vyrazit) a dohled nad ostatními bankami, vydávání licencí, manipulace výše úrokových sazeb a podobně.

## Rezervní banky

Distrikty Fedu a sídla oblastních rezervních bank.

Federální rezervní systém má 12 regionů, tzv. distriktů. Každý distrikt má svého guvernéra, jenž je současně šéfem oblastní správní rady a členem rady guvernérů, a oblastní banku, která může mít pobočky v dalších městech.
| Distrikt | Sídlo         | Pobočky | Guvernér                 | Kapitál    |
| -------- | ------------- | --- | ------------------------ | ---------- |
| 1. (A)   | Boston        | | Eric S. Rosengren        | 59 mld.    |
| 2. (B)   | New York      | | William C. Dudley        | 1,106 bil. |
| 3. (C)   | Filadelfie    | | Charles I. Plosser       | 80 mld.    |
| 4. (D)   | Cleveland     | Cincinnati (Ohio) a Pittsburgh (Pensylvánie)                                                                   | Sandra Pianalto          | 69 mld.    |
| 5. (E)   | Richmond      | Baltimore (Maryland) a Charlotte (Severní Karolína)                                                            | Jeffrey M. Lacker        | 257 mld.   |
| 6. (F)   | Atlanta       | Birmingham (Alabama), Jacksonville (Florida), Miami (Florida), Nashville (Tennessee) a New Orleans (Louisiana) | Dennis P. Lockhart       | 162 mld.   |
| 7. (G)   | Chicago       | Detroit (Michigan)                                                                                             | Charles L. Evans         | 124 mld.   |
| 8. (H)   | St. Louis     | Little Rock (Arkansas), Louisville (Kentucky) a Memphis (Tennessee)                                            | James B. Bullard         | 42 mld.    |
| 9. (I)   | Minneapolis   | Helena (Montana)                                                                                               | Narayana R. Kocherlakota | 41 mld.    |
| 10. (J)  | Kansas City   | Denver (Colorado), Oklahoma City (Oklahoma) a Omaha (Nebraska)                                                 | Esther George            | 55 mld.    |
| 11. (K)  | Dallas        | El Paso (Texas), Houston (Texas) a San Antonio (Texas)                                                         | Richard W. Fisher        | 88 mld.    |
| 12. (L)  | San Francisco | Los Angeles (Kalifornie), Portland (Oregon), Salt Lake City (Utah) a Seattle (Washington)                      | John C. Williams         | 224 mld.   |

1. ↑  k 15. září 2009, v USD

## Předsedové rady guvernérů Fedu
Předsedu nominuje rada samotná a schvaluje prezident Spojených států amerických. Zatím se nestalo, že by navržené jméno nepotvrdil.
1. Charles S. Hamlin (10. srpna 1914 – 10. srpna 1916)
2. William P. G. Harding (10. srpna 1916 – 9. srpna 1922)
3. Daniel R. Crissinger (1. května 1923 – 15. září 1927)
4. Roy A. Young (4. října 1927 – 31. srpna 1930)
5. Eugene I. Meyer (16. září 1930 – 10. května 1933)
6. Eugene R. Black (19. května 1933 – 15. srpna 1934)
7. Marriner S. Eccles¹ (15. listopadu 1934 – 3. února 1948)[11]
8. Thomas B. McCabe (15. dubna 1948 – 2. dubna 1951)
9. William McChesney Martin, Jr. (2. dubna 1951 – 1. února 1970)
10. Arthur F. Burns (1. února 1970 – 31. ledna 1978)
11. G. William Miller (8. března 1978 – 6. srpna 1979)
12. Paul Volcker (6. srpna 1979 – 11. srpna 1987)
13. Alan Greenspan² (11. srpna 1987 – 31. ledna 2006)
14. Ben Bernanke (1. února 2006 – 31. ledna 2014)
15. Janet Yellen (1. února 2014 – 4. února 2018)
16. Jerome Powell (od 5. února 2018)

¹ dočasný předseda od 3. února do 15. dubna 1948.
² dočasný předseda od 3. března do 20. června 1996

## Historie

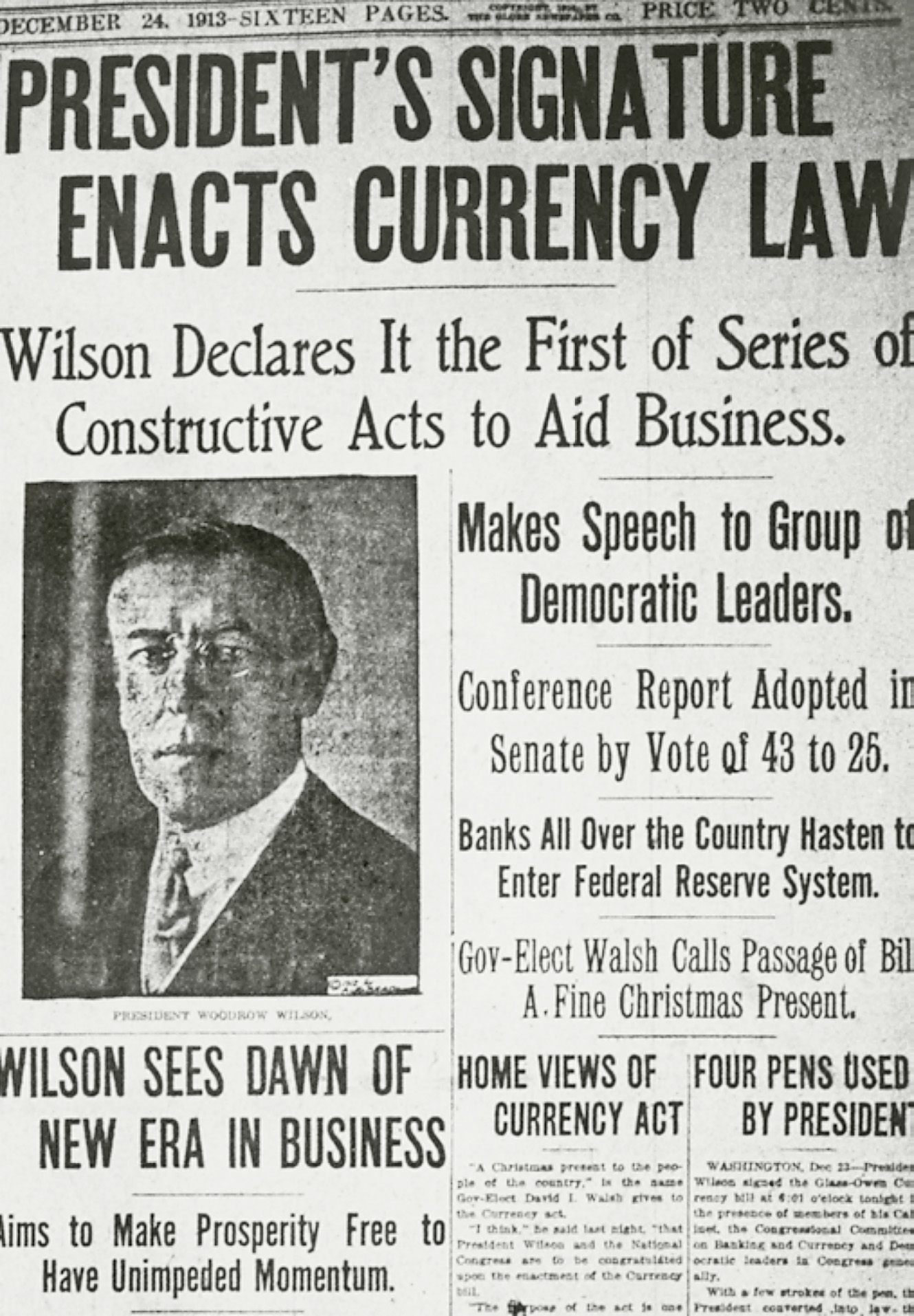
Dobová přední stránka novin informující o Wilsonově Zákonu o federálních rezervách (Federal Reserve Act)

Vznikl podepsáním Zákona o federálních rezervách pár dnů před vánočními svátky, 23. prosince 1913, prezidentem Woodrowem Wilsonem. Samotné znění zákona vzešlo z tajného setkání zástupců amerického ministerstva financí a několika vlivných bankéřů té doby v listopadu 1910 na ostrově Jekyll Island v americké Georgii. Hlavní rys zákona bylo získání pověření (z americké ústavy explicitně dané Kongresu) tisknout peníze a poskytovat je americké vládě na úvěr.

## Kritika
Federální rezervní systém je často kritizován z obou stran politického spektra. Představitelé libertariánské pravice, například Ron Paul, kritizují Fed na základě protiústavnosti. Fed je totiž v dnešních dnech hlavním zdrojem tisku amerického dolaru, přestože dle ústavy Spojených států amerických má výhradní právo tisknout americkou měnu pouze ministerstvo financí. Levice i libertariáni dále kritizují na Fedu, že je soukromý a je ovládán neprůhlednou úzkou skupinkou lidí. Levice také zdůrazňuje možnost zapojení Fedu do světové finanční krize a další nelegální praktiky. Fed není ničím kontrolován a navzdory svým pravomocem a prostředkům funguje fakticky jako nezávislý orgán.
Dle některých kritiků začala měna s nuceným oběhem vyvolávat hospodářský cyklus. Později, co byl zrušen Brettonwoodský systém a opuštěn zlatý standard, to podle nich umožnilo nárůst inflace.
Fed byl dále kritizován za svou „tajuplnost“. Ovšem začátkem roku 2012 Fed představil kroky k větší transparentnosti. Ve svém prohlášení z tehdejšího prosincového jednání (tzv. „minutes“) oznámil, že bude pravidelně poskytovat prognózy úrokových sazeb. Čtyřikrát do roka bude vyhlašovat, jak dlouho chce držet krátkodobé úrokové sazby na stávajících úrovních. V současné době jsou tyto sazby velmi nízké, téměř blízko nule procent ročně.